# Manasia
Manasia est une commune du județ de Ialomița en Roumanie.